# ليو أيلينغ
ليو أيلينغ (بالصينية: 刘爱玲) هي لاعبة كرة قدم صينية في مركز الوسط ولدت في يوم 2 يونيو 1967 في مدينة باوتو في منغوليا الداخلية في الصين، لعبت مع منتخب الصين لكرة القدم للسيدات في بطولتي كأس العالم في سنة 1991 و1995، فازت مع المنتخب بالميدالية الفضية في دورة الألعاب الأولمبية الصيفية 1996 في أتالانتا خلف البلد المستضيف الولايات المتحدة، على صعيد إحترفت في أندية الولايات المتحدة واليابان وإعتزلت اللعب في سنة 2002.

## روابط خارجية
- ليو أيلينغ على موقع الاتحاد الدولي (مؤرشف)  (الإنجليزية)
- ليو أيلينغ على موقع قاعدة بيانات كرة القدم.إي يو (الإنجليزية)
- ليو أيلينغ على موقع أوليمبيديا (الإنجليزية)
- ليو أيلينغ على موقع اللجنة الأولمبية الصينية (الإنجليزية)